# Ermita de San Joaquín y Santa Ana (Alcora)

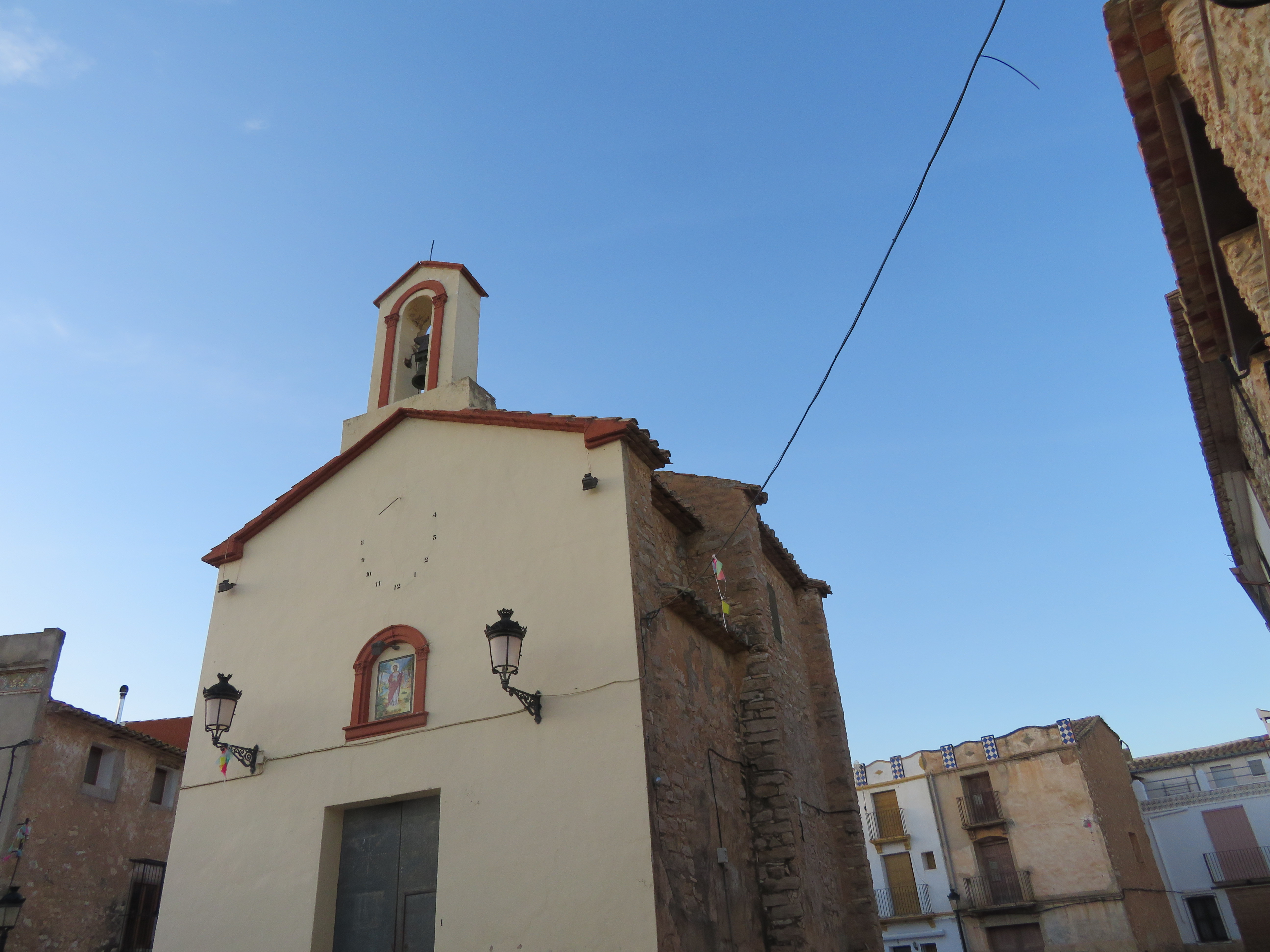
Templo parroquial de Araia-Alcora dedicado a San Joaquín y Santa Ana, construido en el año 1873.

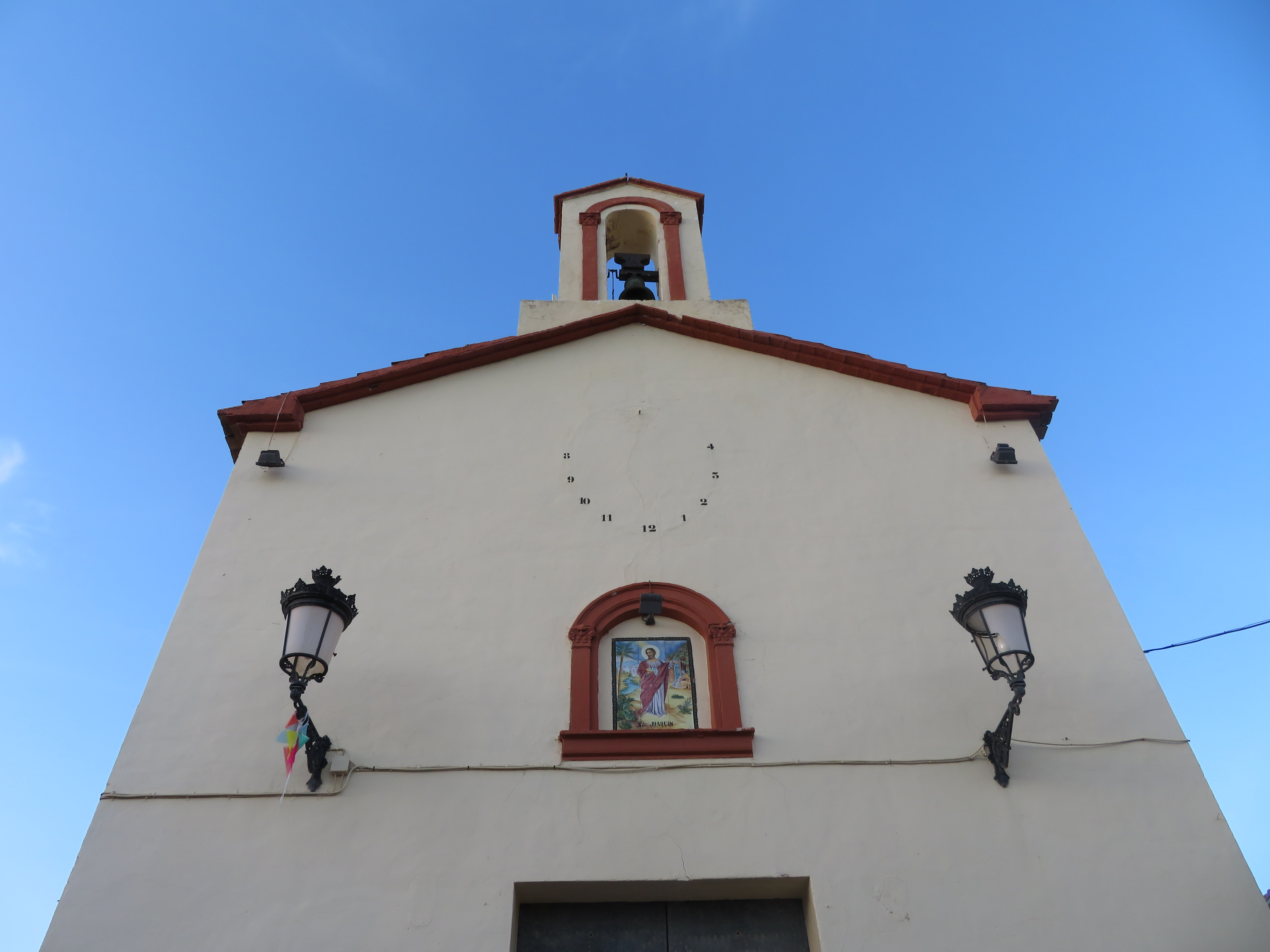
Templo parroquial de Araia-Alcora dedicado a San Joaquín y Santa Ana, año 1873.

La Ermita de San Joaquín y Santa Ana, denominada también Ermita de San Joaquín, Santa Ana y Virgen se encuentra ubicada en la aldea de Araia, alrededor de la cual se diseminan una serie de masías como Mas del Rogle, Mas de Bachero o Mas de Marco, entre otros; dentro del municipio de Alcora, en la comarca del Alcalatén, en la provincia de Castellón.

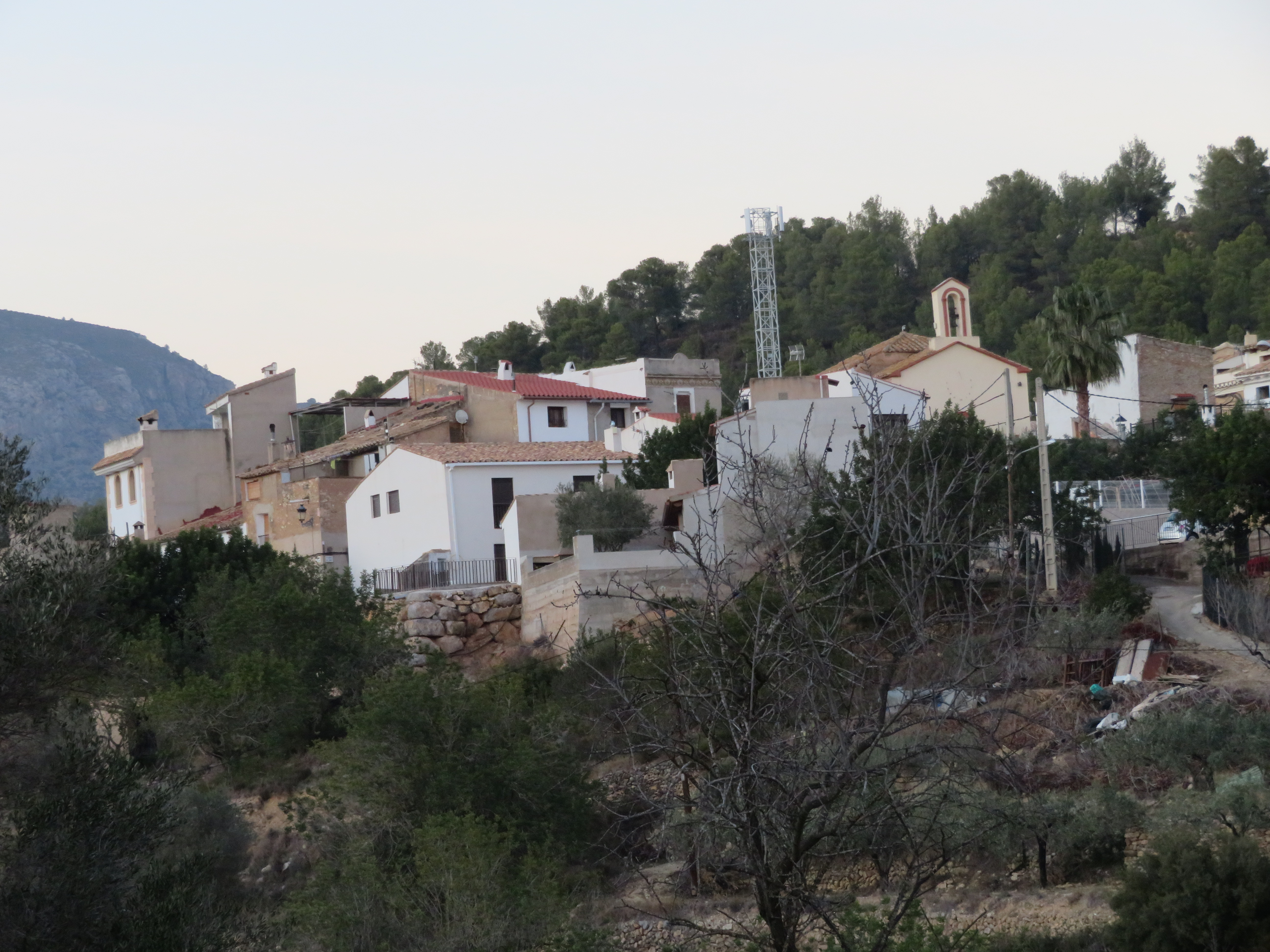
Panorámica de Araia/Araya (Alcora) y su templo dedicado a San Joaquín y Santa Ana desde 1873.

Está catalogada como Bien de Relevancia Local, y se la identifica por el código 12.04.005-002, según la Disposición Adicional Quinta de la Ley 5/2007, de 9 de febrero, de la Generalidad, de modificación de la Ley 4/1998, de 11 de junio, del Patrimonio Cultural Valenciano (DOCV Núm. 5.449 / 13/02/2007).

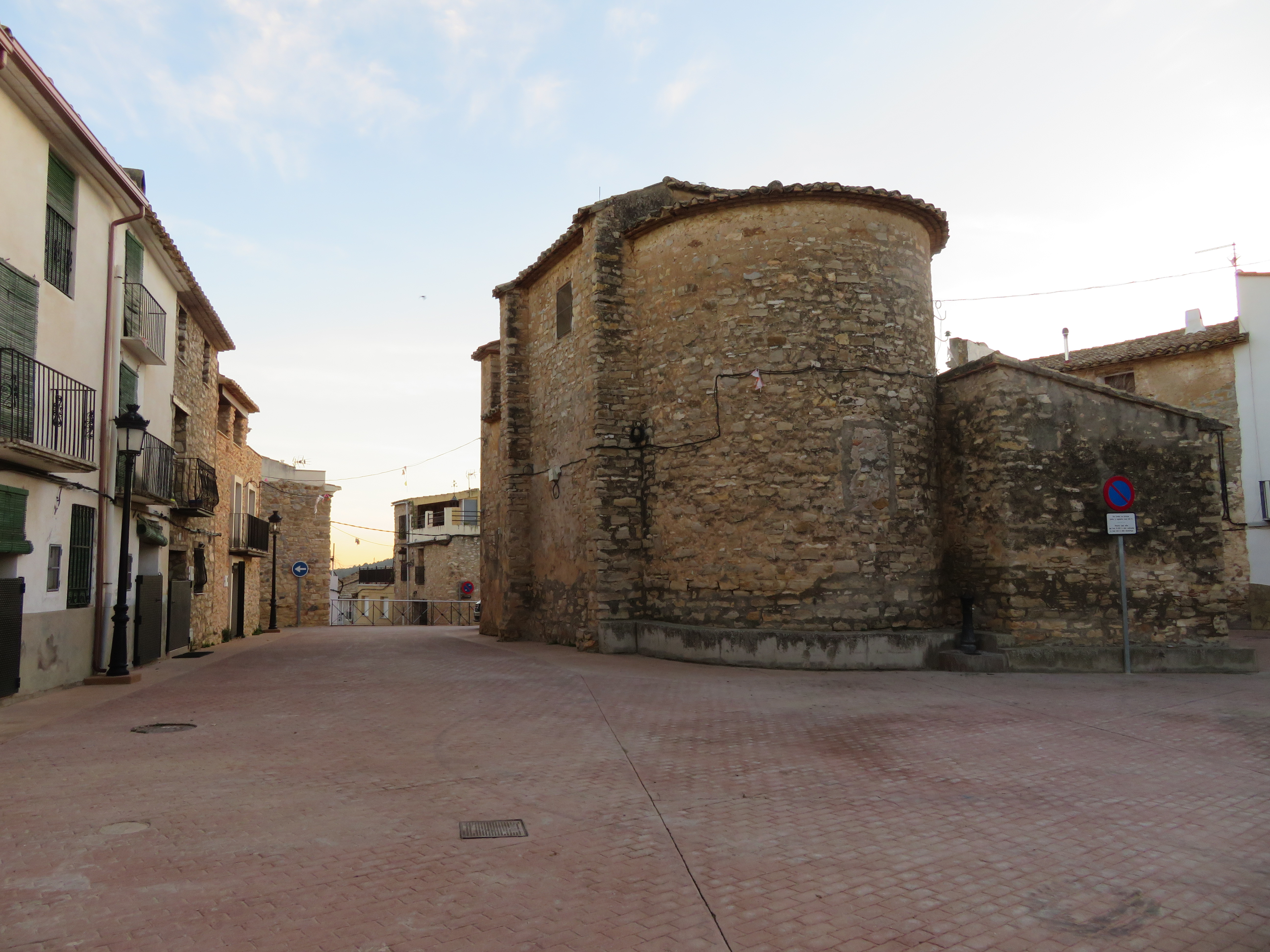
Templo parroquial de Araia/Araya (Alcora) dedicado a San Joaquín y Santa Ana, año 1873.

## Historia
La ermita se construyó en 1873, coincidiendo con una etapa de expansión demográfica unida al cultivo del algarrobo que en esos momentos tuvo una gran demanda.
Más tarde la ermita pasa a ser iglesia parroquial de la aldea de Araia en el año 1959, perteneciendo al arciprestazgo 14,  San Vicente Ferrer (Lucena del Cid), de la Diócesis de Segorbe Castellón.

## Descripción
La ermita/parroquia se encuentra en el centro de la población de Araia, en la plaza de la ermita 1. Se trata de un sencillo edificio que cuenta con un escaso valor artístico. El material empleado para su construcción es la mampostería, presentando en su planta un ábside circular. Presenta contrafuertes laterales con tejadillo y la cubierta es a dos aguas. Externamente presenta una fachada blanqueada, salvo el zócalo a ambos lados de las gradas de la puerta de acceso, la cual es rectangular y se encuentra emplanchada,  que está pintado en color oscuro. Arriba de la puerta se observa una hornacina con faroles de forja a sus lados, conteniendo un retablo de cerámica. La fachada termina en hastial sobre el que se eleva una espadaña con una sola campana.
Respecto a su interior, pese a estar bien ornamentado no deja de ser sencillo.